# Verenigde Socialistische Partij van Venezuela

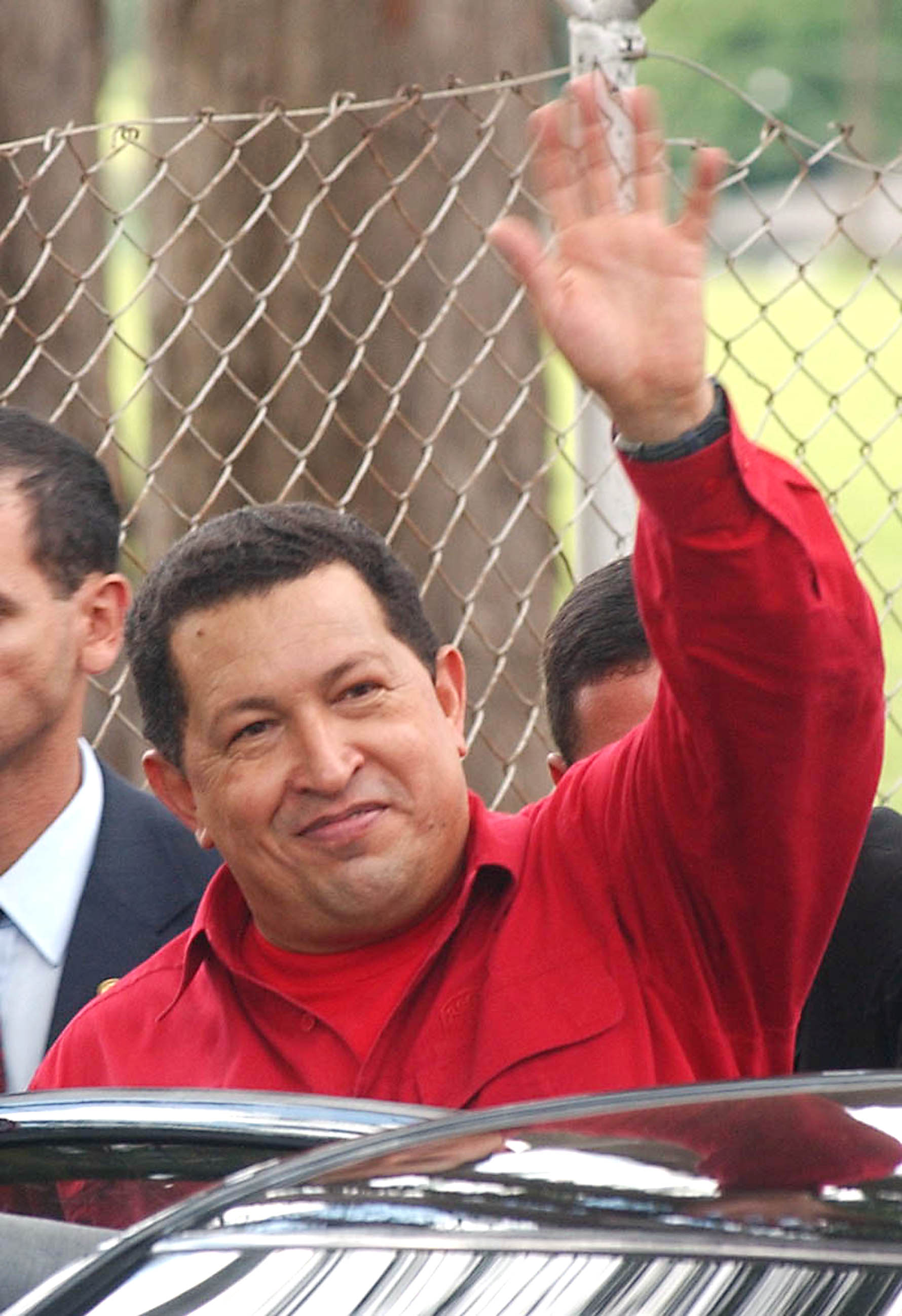
Oprichter Hugo Chávez

De Verenigde Socialistische Partij van Venezuela (Spaans: Partido Socialista Unido de Venezuela, PSUV) is een socialistische politieke partij in Venezuela. Het is de regerende partij in Venezuela, en de grootste linkse partij in Latijns-Amerika. De partij had in 2007 5,7 miljoen leden.

## Geschiedenis
De partij werd in 2007 opgericht door Hugo Chávez en is ontstaan uit een fusie van de Beweging van de Vijfde Republiek, Socialistische Liga en andere partijen.

## Structuur
De partij wordt geleid op nationaal niveau door een voorzitter (momenteel Nicolás Maduro), vicevoorzitter (Diosdado Cabello), en een 29-ledige raad van bestuur:
- Adán Chávez
- Alí Rodríguez Araque
- Ana Elisa Osorio
- Antonia Muñoz
- Aristóbulo Istúriz
- Carlos Escarrá
- Darío Vivas
- Cilia Flores
- Elías Jaua
- Érika Farías
- Freddy Bernal
- Héctor Navarro
- Héctor Rodríguez
- Jacqueline Faría
- Jorge Rodríguez
- Luis Reyes Reyes
- María Cristina Iglesias
- María León
- Mario Silva
- Nicolás Maduro
- Nohelí Pocaterra
- Rafael Ramírez
- Ramón Rodríguez Chacín
- Rodrigo Cabezas
- Tarek El Aissami
- Vanessa Davies
- Willian Lara
- Yelitza Santaella